# Championnats d'Europe de judo 2003
Navigation
Édition précédente Édition suivante
Les championnats d'Europe de judo 2003 se sont déroulés à Düsseldorf, en Allemagne. En ce qui concerne les épreuves par équipes, elles ont été exceptionnellement dissociées. Les femmes s’affrontant à Oradea, en Roumanie, le 25 octobre et les hommes à Londres, le 6 décembre.  (voir article connexe).

## Résultats

### Hommes
| Catégorie         | Or                  | Argent               | Bronze                                 |
| -60 kg            | Nestor Khergiani    | Craig Fallon         | Armen Nazarian Ludwig Paischer         |
| -66 kg            | Benjamin Darbelet   | David Margoshvili    | Hüseyin Özkan Georgi Georgiev          |
| -73 kg            | Gennadiy Bilodid    | Kioshi Uematsu       | Anatoly Laryukov Krzysztof Wilkomirski |
| -81 kg            | Sergei Aschwanden   | Nuno Delgado         | Aleksei Budolin Florian Wanner         |
| -90 kg            | Valentyn Grekov     | Khasanbi Taov        | Mark Huizinga Özgür Yılmaz             |
| -100 kg           | Ariel Zeevi         | Elco van der Geest   | Antal Kovács Ihar Makarau              |
| +100 kg           | Tamerlan Tmenov     | Aythami Ruano        | Paolo Bianchessi Juri Rybak            |
| Toutes catégories | Alexandre Mikhaylin | Dennis van der Geest | Andreas Tölzer Ramaz Chochosvili       |

### Femmes
| Catégorie         | Or                 | Argent             | Bronze                                 |
| -48 kg            | Lioubov Brouletova | Giuseppina Macrì   | Tatiana Moskvin Ann Simons             |
| -52 kg            | Annabelle Euranie  | Petra Nareks       | Barbara Bukowska Georgina Singleton    |
| -57 kg            | Isabel Fernández   | Lena Göldi         | Sophie Cox Sabrina Filzmoser           |
| -63 kg            | Sara Álvarez       | Gella Vandecaveye  | Claudia Heill Ylenia Scapin            |
| -70 kg            | Rasa Sraka         | Heide Wollert      | Cathérine Jacques Silvia Schlagnitweit |
| -78 kg            | Lucia Morico       | Raquel Prieto      | Jenny Karl Céline Lebrun               |
| +78 kg            | Karina Bryant      | Tea Dongouzachvili | Marie Elisabeth Veys Sandra Köppen     |
| Toutes catégories | Katrin Beinroth    | Irina Rodina       | Lucija Polavder Tsvetana Bozhilova     |

## Tableau des médailles
| Rang | Pays        | Médaille d'or | Médaille d'argent | Médaille de bronze | Total |
| ---- | ----------- | ------------- | ----------------- | ------------------ | ----- |
| 1    | Russie      | 3             | 3                 | 0                  | 6     |
| 2    | Espagne     | 2             | 3                 | 0                  | 5     |
| 3    | France      | 2             | 0                 | 1                  | 3     |
| 4    | Ukraine     | 2             | 0                 | 0                  | 2     |
| 5    | Allemagne   | 1             | 1                 | 4                  | 6     |
| 6    | Italie      | 1             | 1                 | 2                  | 4     |
| -    | Royaume-Uni | 1             | 1                 | 2                  | 4     |
| 8    | Géorgie     | 1             | 1                 | 1                  | 3     |
| -    | Slovénie    | 1             | 1                 | 1                  | 3     |
| 10   | Suisse      | 1             | 1                 | 0                  | 2     |
| 11   | Israël      | 1             | 0                 | 0                  | 1     |
| 12   | Pays-Bas    | 0             | 2                 | 1                  | 3     |
| 13   | Belgique    | 0             | 1                 | 3                  | 4     |
| 14   | Portugal    | 0             | 1                 | 0                  | 1     |
| 15   | Autriche    | 0             | 0                 | 4                  | 4     |
| -    | Biélorussie | 0             | 0                 | 4                  | 4     |
| 17   | Bulgarie    | 0             | 0                 | 2                  | 2     |
| -    | Pologne     | 0             | 0                 | 2                  | 2     |
| -    | Turquie     | 0             | 0                 | 2                  | 2     |
| 20   | Arménie     | 0             | 0                 | 1                  | 1     |
| -    | Estonie     | 0             | 0                 | 1                  | 1     |
| -    | Hongrie     | 0             | 0                 | 1                  | 1     |

## Sources
- Podiums complets sur le site JudoInside.com.

- Podiums complets sur le site alljudo.net.

- Podiums complets sur le site Les-Sports.info.